# Dornier 328
Dimensions
Le Dornier 328 est un avion de transport commercial bimoteur conçu à l’origine par la société allemande de construction aéronautique Dornier puis qui fut réalisé et commercialisé par Dornier Luftfahrt GmbH, qui appartenait à l’ancienne filiale de Daimler-Benz DASA. C’est le dernier appareil conçu par l’usine Dornier qui ait été en service actif. C’est aussi le dernier appareil de transport entièrement conçu et réalisé par une société allemande.
La version 328-100 est un biturbopropulseur. 
Conformément à une directive émise depuis la direction centrale de Daimler-Benz à Stuttgart, l’ancien propriétaire de Dornier voulait que le standard luxueux des automobiles Mercedes se retrouve au niveau du design et de l’aménagement, ce qui a cependant mis le seuil de rentabilité de la production très haut. La section du fuselage, les hélices de conception nouvelle et le système de silencieux actif électronique lui conféraient un confort comparable à celui d’un avion à réaction. Ses vitesses élevées au décollage et en approche lui permettaient de s’insérer dans les procédures normales des grands aéroports internationaux. 
Après la fin de la guerre froide, le groupe DASA, essentiellement axé sur le marché militaire, s’est repositionné et vendit la branche avions régionaux Dornier à Fairchild mieux représentée sur le marché civil. Sans les frais de gestion exorbitants de DASA, l’avion put alors être fabriqué et proposé à un prix plus intéressant.
Fairchild fit cependant faillite au cours de la crise du transport aérien de 2001 et ceci mit fin à la fabrication du Dornier 328.

## Historique

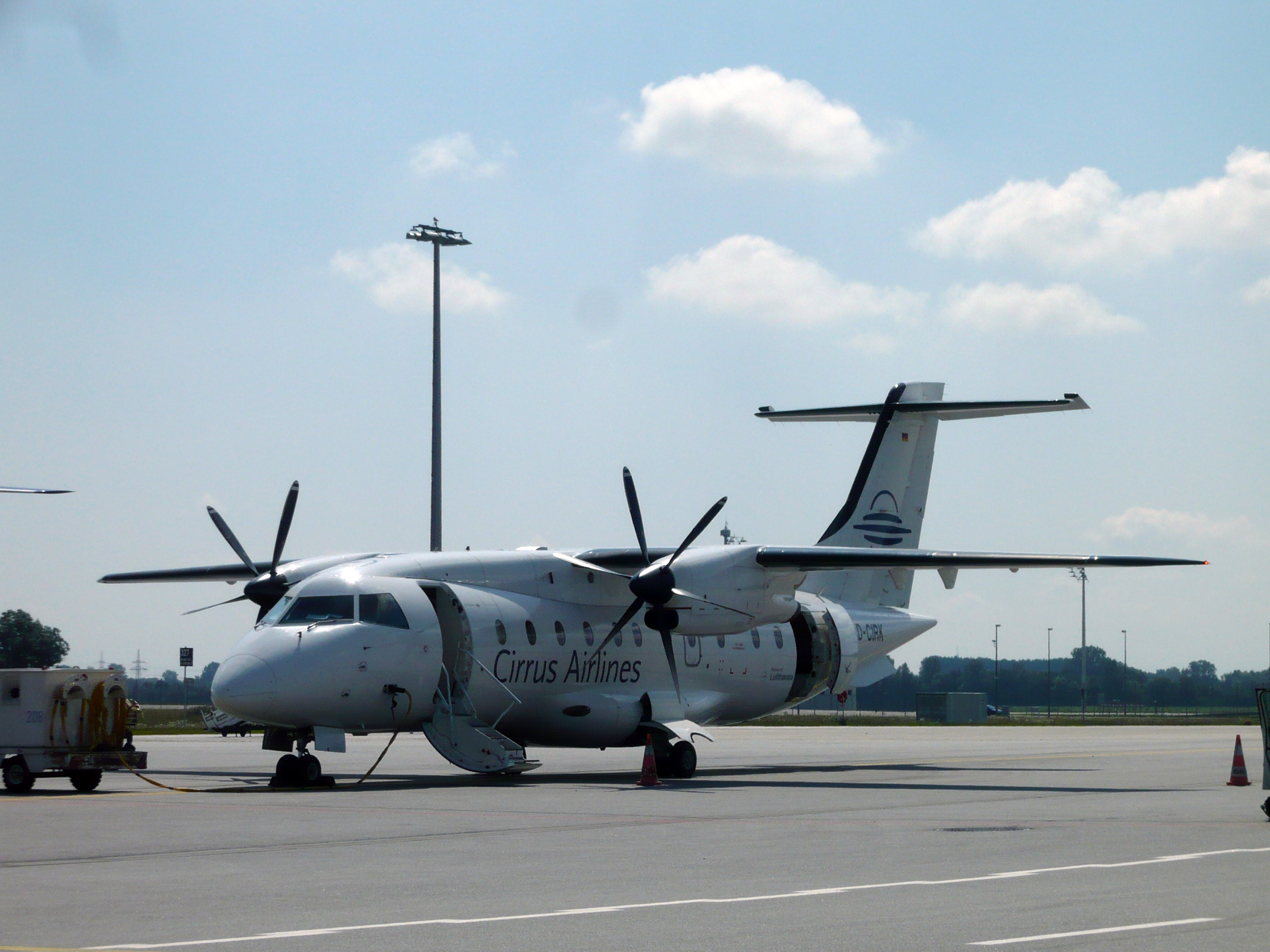
Un Dornier 328.

Le développement du Dornier 328 remonte aux années 1980. Dornier avait noté dans une étude de marché qu’un vide existait sur le segment des avions régionaux d’une capacité de 33 places maximum. En décembre 1988, Dornier lança le développement du Dornier 328-100. Le premier vol eut lieu 3 ans plus tard le 6 décembre 1991 et l’avion reçut sa certification en octobre 1993.
L’un des objectifs principaux du développement consistait à assurer à l’appareil une vitesse pure et une vitesse ascensionnelle élevées, ce qui fut possible grâce à la voilure de type TNT et à l’hélice de conception nouvelle. Son empennage était en matériau composite. Le poste de pilotage fut équipé d’une planche de bord moderne et proposait en option une visualisation tête haute, choses peu communes dans un avion de cette capacité à cette époque. Dès le premier vol, il devint évident que le développement coûteux du programme Dornier 328 ne serait rentabilisé qu’à partir de 300 appareils vendus.
À la suite de la vente de Dornier à Fairchild en 1996, une version supplémentaire équipée de moteurs à réaction fut lancée dès février 1997, le « 328 Jet ». La société Fairchild-Dornier se retrouvait financièrement renflouée du fait que DASA-Daimler-Benz lors de la vente avait pris à sa charge les frais de développement au titre d’amortissements exceptionnels. 
La crise du transport aérien provoquée par les attentats du 11 septembre 2001 et ses répercussions sur l’industrie aéronautique (recul des ventes du modèle 328 et annulation des commandes du projet Dornier Do 728 (en)) provoquèrent la faillite de Fairchild Dornier en avril 2002. Même le rachat par Avcraft (en) en 2003 ne put sauver le programme et après avoir effectué quelques livraisons supplémentaires, la société déposa son bilan en 2005.
Les plus importantes flottes de Dornier 328 se trouvent actuellement aux États-Unis et en Chine.
Ceci sonna le glas des avions de transport régionaux à hélices de cette capacité. Le développement technologique avait permis d’augmenter la fiabilité et d’abaisser le prix des avions à réaction et les compagnies aériennes se tournèrent vers les modèles à réaction plus prisés des passagers. 

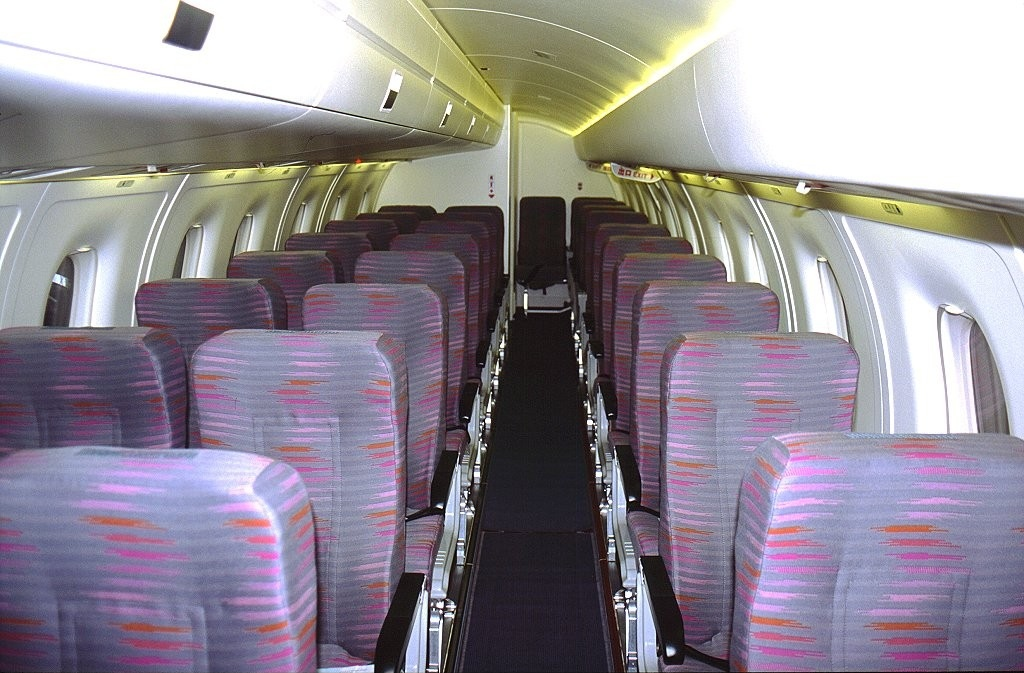
Cabine d'un Dornier 328.

Fairchild Dornier avait développé à cet effet le 328JET. La fin de la crise s’annonçant et la tendance vers des avions de plus grande capacité se faisant sentir, Fairchild Dornier lança le développement des versions allongées 428 et 528, puis la version la plus prometteuse, baptisée 728. À la suite des attentats du 11 septembre 2001, la Lufthansa annula une commande de 60 appareils Do 728 ce qui donna le coup de grâce à la société. Le rachat ultérieur par Avcraft ne put sauver le Dornier 328 non plus. Le suivi logistique (fabrication et fourniture des rechanges) est assuré par une société installée sur l’ancien site de Dornier à Oberpfaffenhofen près de Munich.

## Les différentes versions développées

### Dornier 328-100

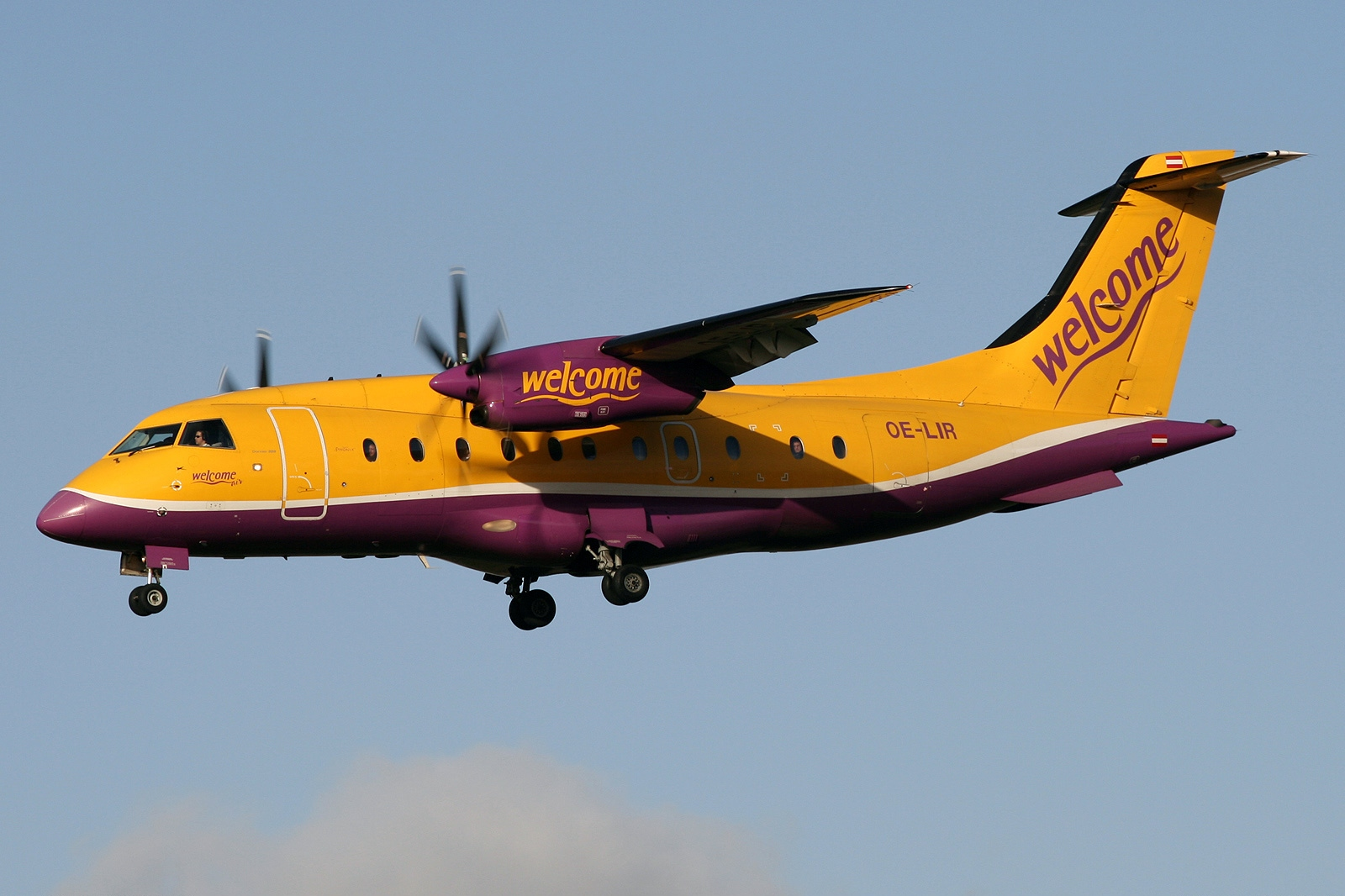
Dornier 328-110 de Welcome Air.

La version standard du Dornier 328 existe dans plusieurs configurations de cabine pour 33 passagers maximum. En plus du 328-100 de base, il y eut une version appelée 328-110 de masse et de distance franchissable supérieures, le 328-120 spécialement équipé pour les liaisons sur courte distance et le 328-130 à la dérive améliorée et vitesse plus élevée.
Le nombre total des ventes du Dornier 328 réalisées depuis 1993 atteint 107 exemplaires.

### Dornier 328-300/328JET

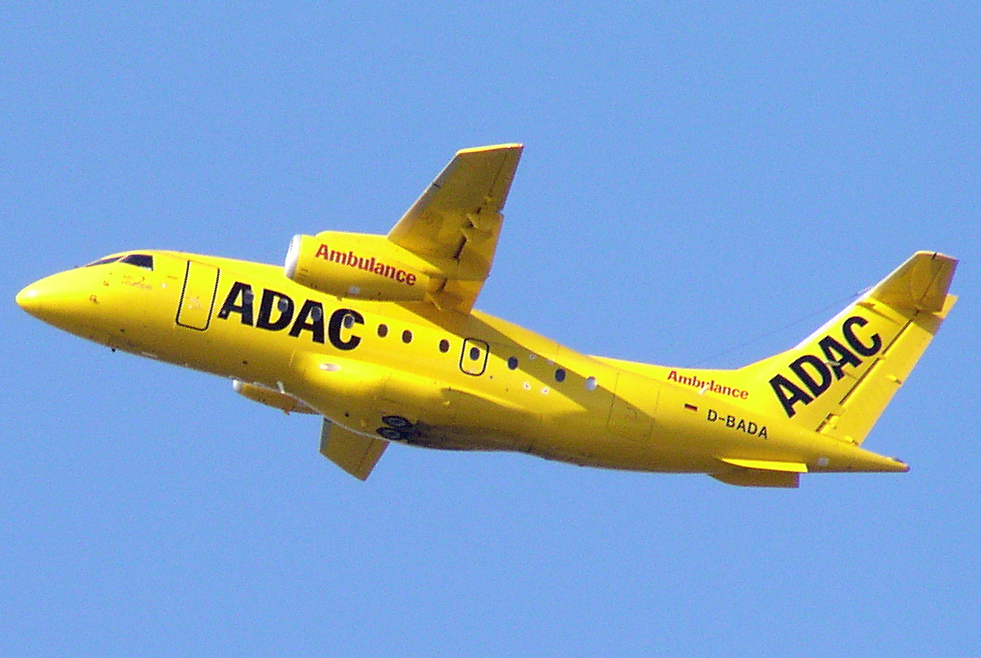
Appareil d’évacuation sanitaire Dornier 328-300 de l’automobile club allemand ADAC.

Le Dornier 328-300 ou Dornier 328JET a donné naissance en 1997 à un nouveau segment d'avions régionaux à réaction de très petite taille. Le premier prototype (un Dornier 328-100 modifié) fit sa sortie d’atelier officielle le 6 décembre 1997 à Oberpfaffenhofen et son premier vol le 20 janvier 1998. La certification et la première livraison suivirent vers le milieu de l’année 1999. 83 exemplaires avaient été livrés jusqu’en 2002.
La différence essentielle par rapport au modèle 328-100 est sa motorisation consistant en turboréacteurs à soufflante PW308B de Pratt & Whitney Canada. Peu d’autre modifications ont été apportées pour minimiser les coûts de fabrication et ne pas remettre en question la communauté avec les autres modèles.

### Dornier 428JET
Une version à 44 places du 328Jet avait été partiellement développée pendant la période Fairchild Dornier et baptisée 428Jet. Avcraft voulait poursuivre cette idée mais dut l’abandonner faute de moyens financiers et du quasi-monopole conquis sur le marché par le CRJ 100 et l’ERJ 145.

### Dornier Envoy 3
Le Dornier Envoy 3 est une version d'affaires à la distance franchissable étendue, basée sur le Dornier 328-300 et qui connut un certain succès.

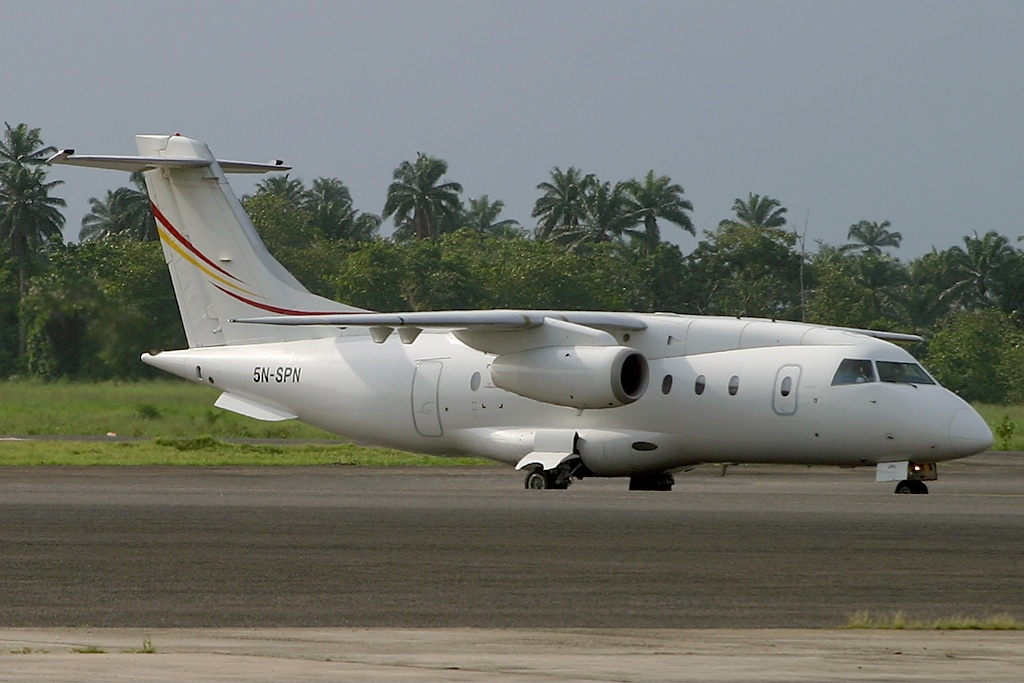
Un Dornier 328 Jet Envoy.

### C-146A Wolfhound
17 exemplaires ont été convertis par Sierra Nevada Corporation à partir de 2009 en avions de transport tactique pour l'USAF et livrés entre 2011 et juillet 2013 au 524th Special Operations Squadron du  27th Special Operations Wing du Air Force Special Operations Command (AFSOC). En mars 2020, 20 sont en service

## Fiche technique
| Paramètres                    | Dornier 328                                                     | Dornier 328JET                                                                        | Dornier 428JET                                                                       |
| ----------------------------- | --------------------------------------------------------------- | ------------------------------------------------------------------------------------- | ------------------------------------------------------------------------------------ |
| Longueur                      | 21,11 m                                                         | 21,11 m                                                                               | 24,69 m                                                                              |
| Envergure                     | 20,98 m                                                         | 20,98 m                                                                               | 21,78 m                                                                              |
| Surface alaire                | 40 m2                                                           | 40 m2                                                                                 | 47,8 m2                                                                              |
| Hauteur                       | 7,24 m                                                          | 7,24 m                                                                                | 7,09 m                                                                               |
| Motorisation                  | Deux turbopropulseurs Pratt & Whitney Canada PW119B de 1 400 kW | Deux turboréacteurs à soufflante Pratt & Whitney Canada PW306/9 de 26,9 kN de poussée | Deux turboréacteurs à soufflante Pratt & Whitney Canada PW308B de 32,9 kN de poussée |
| Vitesse de croisière maximale | 620 km/h                                                        | 756 km/h                                                                              | 756 km/h                                                                             |
| Distance franchissable        | 1 352 km                                                        | 1 480 km                                                                              | 1 665 km                                                                             |
| Plafond opérationnel          | 10 670 m                                                        | 10 670 m                                                                              | 10 670 m                                                                             |
| Charge utile maximale         | 3 450 kg                                                        | 3 266 kg                                                                              | 4 855 kg                                                                             |
| Masse maximale décollable     | 13 990 kg                                                       | 15 655 kg                                                                             | 19 800 kg                                                                            |
| Nombre de places              | 30 à 33 passagers                                               | 30 à 33 passagers                                                                     | 44 passagers                                                                         |